# 溪口千层饼

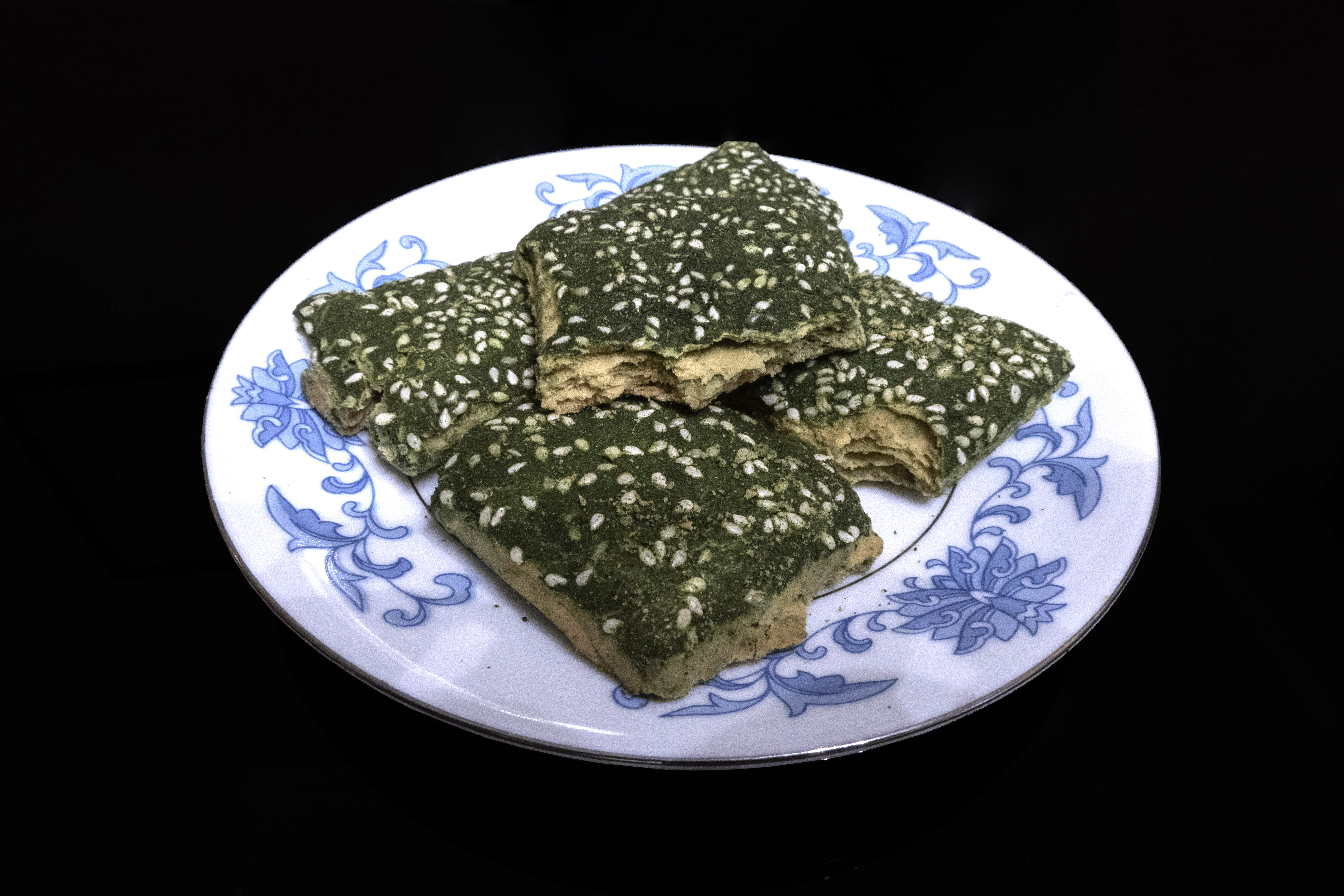
溪口千层饼

溪口千层饼是中国浙江省宁波市奉化区溪口镇的一种传统食品，始创于清光绪八年（1883年），其特点为在长宽5厘米，厚1.5厘米的饼中存在27个隔层，加之苔粉、芝麻等原料，口味松脆，甜中带咸。溪口千层饼曾因蒋中正喜爱而被称为“天下第一饼”，同时和水蜜桃、芋艿头并称为奉化三宝。

## 历史

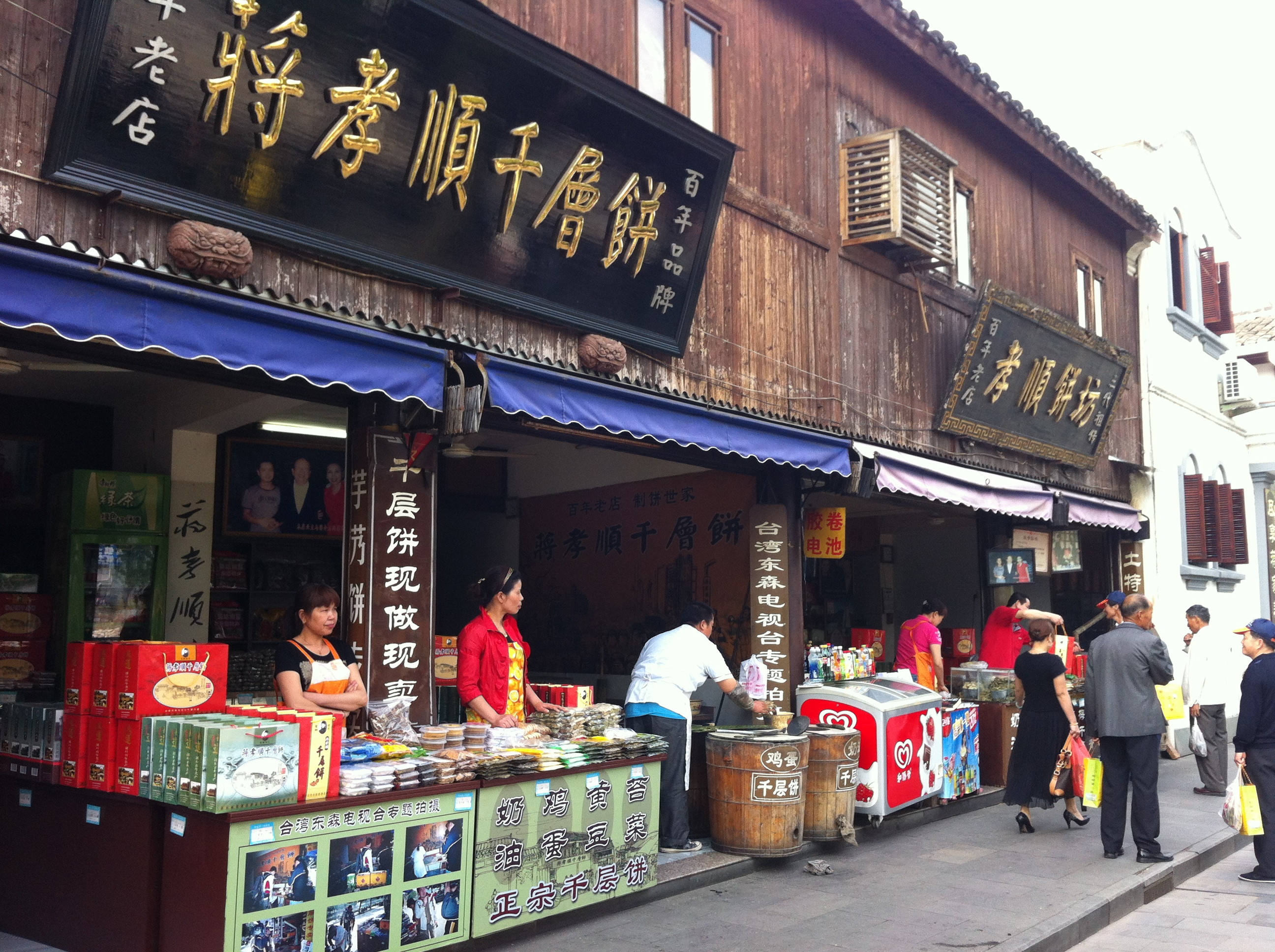
溪口丰镐房旁的千层饼店

自明代起，浙东地区即开始生产咸光饼。清代同治年间，王毛龙、王化龙两兄弟在溪口玉泰盐铺旁开店出售咸光饼，生意清淡。光绪四年（1878年），两兄弟在制饼时加入苔粉，使饼带有咸味，因而受到欢迎，四年后“王永顺”品牌创立。光绪九年（1889年），王毛龙在购买制饼用的菜油时，商家错误提供了麻油，两兄弟将错就错，制成的饼口味更为爽口:1237。此后经过不断改良，形成现在的制饼工序。相传溪口人蒋中正掌权后，十分喜爱家乡的千层饼，曾让人专门制作，并作为南京总统府的礼物赠予宾客，因而溪口千层饼名声日隆，竟有“天下第一饼”之称:1237。
20世纪50年代，由于公私合营，包括“王永顺”在内的千层饼店歇业，溪口粮食管理所、溪口供销社等国营机构下设的千层饼厂继续生产千层饼。改革开放后，个体经营的千层饼店逐渐恢复，王氏兄弟后代也重新设立“王永顺”店铺。1985年，奉化县出台千层饼制作标准，千层饼质量得以提高:1238，1987年获得浙江省优质产品称号，1988年获得中国食品博览会铜奖。当年，镇内千层饼产量100余吨。2008年，溪口镇内共有30余家千层饼产销企业和商铺，产量600吨，销售收入1500万元人民币:1238。

## 制作技艺
溪口千层饼共有27层，正宗的千层饼两层之间不能粘连，否则会影响口感。当下的千层饼制作共需18道工序，可以分为五大步骤。首先是蒸粉，将面粉蒸熟，此后放入白篮打散。第二步是制馅，主要的原料包括面粉、油、苔粉、白糖和苏打，混合后搓揉成团。第三步是和皮，将熟面粉混以白糖和苏打，此后分成小团。第四步是擀饼，将馅包裹在皮内，擀制成长方形，此后折为三折，再次擀平后折叠，形成27层。最后一步是烘焙，在饼上撒上芝麻，刷水，在陶缸中使用木炭烤制三小时即出炉:1237-1238。

## 保护与传承
为保证溪口千层饼品质，2003年，多家千层饼生产企业联合成立溪口千层饼协会，并于次年提交地理标志保护申请并获得国家质量监督检验检疫总局确认合格。2008年4月，溪口千层饼制作技艺被列入第二批宁波市非物质文化遗产名录:1238。奉化区市场监管局在溪口镇设立小微食品行业“共享实验室”，帮助从业者检测产品质量。在原有技艺的基础之上，商家还开发出芋头饼、螺旋藻味千层饼等新品。